# Municipio de Bergen (Minnesota)
El municipio de Bergen (en inglés: Bergen Township) es un municipio ubicado en el condado de McLeod en el estado estadounidense de Minnesota. En el año 2010 tenía una población de 1006 habitantes y una densidad poblacional de 11,01 personas por km².

## Geografía
El municipio de Bergen se encuentra ubicado en las coordenadas 44°50′39″N 94°3′51″O / 44.84417, -94.06417. Según la Oficina del Censo de los Estados Unidos, el municipio tiene una superficie total de 91.39 km², de la cual 90,9 km² corresponden a tierra firme y (0,53 %) 0,49 km² es agua.

## Demografía
Según el censo de 2010, había 1006 personas residiendo en el municipio de Bergen. La densidad de población era de 11,01 hab./km². De los 1006 habitantes, el municipio de Bergen estaba compuesto por el 98,31 % blancos, el 0,89 % eran afroamericanos, el 0,1 % eran amerindios, el 0,2 % eran asiáticos, el 0,1 % eran de otras razas y el 0,4 % eran de una mezcla de razas. Del total de la población el 3,08 % eran hispanos o latinos de cualquier raza.